# فروغ ابدیت
کتاب فروغ ابدیت، تجزیه و تحلیل کاملی از زندگی پیامبر اسلام است و توسط جعفر سبحانی به رشتهٔ تحریر درآمده است. این کتاب در بخش پیامبر پژوهی و در حوزه تألیف در سال ۱۳۸۵ به عنوان کتاب سال جمهوری اسلامی ایران برگزیده شد.
این کتاب توسط بوستان کتاب منتشر شده‌است و بارها تجدید چاپ شده‌است.
این کتاب که در دهه‌های اخیر منتشر گردیده، اکنون توسط انتشارات دفتر تبلیغات اسلامی به چاپ سی و دوم رسیده است.

## موضوع
این کتاب با قلمی روان و گویا، وقایع مهم و اساسی زندگی محمد بن عبدالله را از اساسی‌ترین مدارک تاریخی اسلام نقل کرده، به تجزیه و تحلیل آن‌ها نشسته و ایرادها و شبهه‌های موجود را با دلایل قوی جواب داده است.
بیان وقایع مهم و حوادثی که جنبه آموزندگی بیشتری دارد و تلاش برای پاسخ به اعتراضات و اشکالات و احیاناً غرض ورزی‌های خاورشناسان از دو ویژگی این کتاب است.
در این کتاب، شرایط زندگی عرب‌های پیش از اسلام و شبه جزیره عربستان، نیاکان پیامبر اسلام، میلاد، جوانی، بعثت و حوادث سال اول تا یازدهم هجرت پیامبر همراه با تحلیل و توضیح آمده است.

## فصل‌های کتاب
این کتاب در دو جلد منتشر شده و مجموعاً مشتمل بر ۶۵ فصل است.

## دستاوردهای کتاب
این کتاب در بیست و چهارمین دوره کتاب سال جمهوری اسلامی ایران در سال ۱۳۸۵ برگزیده شد.

## اقتباس‌ها
انیمیشن آخرین فرستاده (بزرگترین پروژه انیمیشنی معاونت برون مرزی سیما در سال ۱۳۸۸) تولید شده در شبکه جهانی سحر بر اساس این کتاب ساخته شده‌است.
این کتاب در نرم‌افزار کتابخوان همراه نور نیز منتشر شده‌است.

## ترجمه
این کتاب به زبان‌های عربی (به نام سید المرسلین)، اردو، بنگال، پرتغالی، انگلیسی (با نام محمد کیست؟؟؟)، فرانسه و زبان‌های دیگر ترجمه و به چاپ رسیده است.